# Steve De Wolf
Steve De Wolf (Ninove, 31 augustus 1975) is een voormalig Belgisch wielrenner die in het verleden uitkwam voor onder meer Cofidis en Domo-Farm Frites.

## Overwinningen
1995
- Internationale Wielertrofee Jong Maar Moedig I.W.T.

2003
- Criterium van Houtem

## Resultaten in voornaamste wedstrijden
| Jaar | Ronde van Italië | Ronde van Frankrijk | Ronde van Spanje |
| ---- | ---------------- | ------------------- | ---------------- |
| 1998 |                  |                     | 65e              |
| 1999 |                  | 41e                 |                  |
| 2000 |                  |                     |                  |
| 2001 |                  |                     | opgave           |
| 2002 |                  |                     | opgave           |
| 2003 |                  |                     |                  |

| Jaar | Milaan-San Remo | Gent-Wevelgem | Luik-Bast.‑Luik | Waalse Pijl |
| ---- | --------------- | ------------- | --------------- | ----------- |
| 1998 |                 |               |                 | 55e         |
| 1999 | 95e             | 97e           |                 |             |
| 2000 | 71e             |               | 44e             | 44e         |
| 2001 |                 |               | 81e             | 83e         |
| 2002 |                 |               | 80e             | 75e         |
| 2003 |                 |               |                 | 81e         |